# Iglesia de San Cristóbal (Castilblanco)
La iglesia de San Cristóbal de Castilblanco (Provincia de Badajoz, España) es un templo originario del siglo XV y de estilo mudéjar, ejecutado en mampostería y ladrillo de aparejo toledano. El campanario era una de las torres de la fortaleza templaria original, así como algunos de sus muros.
La iglesia tiene advocación a San Cristóbal, patrón de los peregrinos y viajeros. El origen de esta advocación es desconocido. Una hipótesis es que podría deberse a estar situada la villa en el último tramo del Camino de Guadalupe de Levante, por el que realizan peregrinaje desde la Baja Edad Media aquellos que se dirigen a Guadalupe desde la costa mediterránea de la península ibérica.

## Características
El templo ha sufrido múltiples transformaciones a lo largo de la historia así como malas restauraciones, por lo que lo único que conserva de su aspecto original es su estructura. Está dividido en tres naves, la central más alta y rematada en un ábside con bóveda de cuarto de naranja. A los pies se sitúa un coro de madera montado en el siglo XVIII y debajo de éste el baptisterio que conserva una pila gótica. La cubierta original constaba de un artesonado de madera tallada, el cual desapareció en un incendio en el siglo XIX. Posteriormente se sustituyó por otra cubierta también de madera, aunque más pobre y que fue destruida en el transcurso de la guerra civil.
En cuanto a la ornamentación interior, tanto el retablo mayor como los muchos que decoraban el templo han ido desapareciendo en distintas épocas, no conservándose actualmente ninguno. Las tallas también desaparecieron, conservándose en la actualidad únicamente como pieza de mayor valor artístico un cristo yacente del siglo XII. Representa una de las pocas tallas de cristo yacente que existen del románico, donde las figuras más representadas fueron la virgen con el niño y el cristo crucificado.